# 圣基尔达海滩

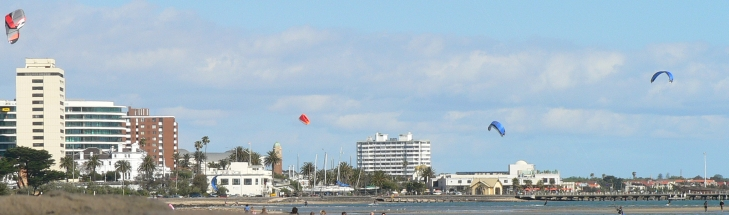
圣基尔达海滩的风筝冲浪

圣基尔达海滩（St Kilda Beach）是一个海滩，位于澳大利亚维多利亚州菲利普港市圣基尔达，在墨尔本市中心以南6（3.7英里）。这是墨尔本最著名的海滩。沙滩长约 700（2,300英尺），位于菲利普港湾东北角，虽然免受海潮的冲击，但仍然受到西风和定期潮汐的影响。。
圣基尔达海水浴场（St Kilda Sea Baths）位于海滩。圣基尔达码头（St Kilda Pier）是另一个地标。其终点是圣基尔达亭（St Kilda Pavilion），这是一座古怪的爱德华式建筑，烧毁后于最近重建，并列入维多利亚遗产名录。该码头有一条长长的防波堤，它为圣基尔达港提供了庇护，并拥有一个小蓝企鹅栖息地。
圣基尔达海滩是由维多利亚州环保局监测水质的46个海湾海滩之一。圣基尔达海滩水质通常被评为好（最高评级）。